# Les Contamines-Montjoie
Les Contamines-Montjoie är en kommun i departementet Haute-Savoie i regionen Auvergne-Rhône-Alpes i sydöstra Frankrike. Kommunen ligger i kantonen Saint-Gervais-les-Bains som tillhör arrondissementet Bonneville. År 2022 hade Les Contamines-Montjoie 1 083 invånare.

## Befolkningsutveckling
Antalet invånare i kommunen Les Contamines-Montjoie
| Referens: INSEE |